# Сапунен мехур
Сапуненият мехур представлява много тънък слой от сапунена вода във формата на сфера и с прозрачна повърхност, върху която се преливат множество иридесцентни цветове. Животът му е много кратък, той може да се пръсне от само себе си или при допир с друг предмет. Въпреки че основно сапунените мехури се свързват с детските игри, те представляват интерес от гледна точка на физиката и математиката, като илюстрация на задачата за минималните повърхнини и на ефекта на Марангони, който се изразява в преноса на маса по разделителната повърхност между две течности с голяма разлика между повърхностните напрежения.

## Физически свойства

### Повърхностно напрежение и форма
Сапуненият мехур е възможно да съществува, понеже повърхностният слой на една течност притежава определено повърхностно напрежение, което му придава еластичност. Въпреки това, един мехур от чиста вода не би бил стабилен и е необходимо във водата да има разтворено повърхностно активно вещество (като сапун или веро), което да стабилизира мехура. Действието на ПАВ се изразява в намаляване с около 1/3 на повърхностното напрежение на чистата вода и в стабилизирането ѝ благодарение на т.нар. ефект на Марангони. Сапунът избирателно усилва най-слабите части от мехура и му пречи да се раздува повече. В добавка, сапунът намалява изпарението на течността и мехурът става по-траен.
Сапунените мехури могат да променят формата си под въздействието на въздушни течения, но имат тенденция да се завръщат към сферичната форма. Тя също е следствие от повърхностното напрежение: измежду всички пространствени геометрични форми, сферата е онази, при която на даден обем съответства минимално лице на повърхнината.

### Замръзване на мехурите
Ако надувате мехур при температура -15 °C, той ще замръзне при контакт с повърхността. Въздухът вътре в мехура постепенно ще се промъква навън и накрая мехурът ще се разруши от собственото си тегло.
При температура от -25 °C мехурите замръзват във въздуха и може да се разбият при удар върху земята. Ако при такава температура надуете мехур с топъл въздух, той ще замръзне в почти идеална сферична форма, но тъй като въздухът ще се охлажда и свива по обем, мехурът може частично да се разруши и формата му ще бъде изкривена. Мехури, напомпани при тази температура, винаги ще са малки, тъй като те бързо замръзват и ако продължавате да ги надувате, ще се пръснат.

### Интерференция и отражение
Иридесцентните цветове на сапунените мехури се обясняват с интерференцията на светлинните вълни и зависят от дебелината на слоя. Те не приличат на цветовете на дъгата, а на цветовете на разлят бензин по мокро шосе. Когато светлинна вълна достигне повърхността на мехура, част от нея се отразява, докато друга част навлиза в дълбочината на слоя и бива отразена от втората разделителна повърхност – тази между сапунения слой и въздуха, затворен в мехура. Външен наблюдател вижда интерференцията между двете вълни. Лъчът (светлинната вълна), преминал през сапунения слой, натрупва фазова разлика, пропорционална на дебелината на слоя и обратно пропорционална на дължината на вълната({\displaystyle \textstyle {4\pi a \over \lambda }}, ако лъчът пада перпендикулярно на повърхността). Ако тази фазова разлика е кратна на {\displaystyle \textstyle {2\pi }}, т.е. дебелината на слоя е кратна на {\displaystyle \textstyle {\lambda  \over 2}}, интерференцията води до усилване на изходящата вълна, ако е кратна на {\displaystyle \textstyle {\pi  \over 2}} – двете вълни се погасяват и светлина в тази дължина на вълната от мехура не се вижда.
Условията, при които двете вълни се погасяват или усилват чрез интерференция, зависят също и от ъгъла, под който пада светлината върху сапунения слой и от неговата кривина (т.е. радиуса на мехура).
Промените в цвета се наблюдават, докато сапуненият мехур изтънява вследствие изпарението на течността. По-дебелите мехури спират по-дългите, червени, дължини на вълните, което води до отражения в синьо-зелено. Докато мехурът изтънява, последователно се спират жълтите вълни (отражението става синьо), после зелените (отражението е в магента), накрая сините (отражението е златисто жълто). Най-сетне, когато стената на сапунения мехур стане по-малка от дължината на вълната на видимата светлина, мехурчето престава да отразява каквито и да е цветове. Към този момент дебелината е вече около 25 нанометра и вероятно всеки момент мехурчето ще се пукне. Така промените в цветовете се оказват полезен индикатор за устойчивостта на мехурчето.

## Сапунените мехури в детските игри
Играта на сапунени мехури е любима детска игра. Свидетелства за съществуването ѝ има в картини на фламандски художници още от 17 век, които изобразяват деца, които духат сапунени мехурчета през глинени тръбички.
- Момиченце прави сапунени мехури
- Гигантски сапунен мехур
- Сапунени мехури, Жан-Батист-Симеон Шарден, втора половина на 18 век

|  | Тази страница частично или изцяло представлява превод на страницата Soap bubble в Уикипедия на английски. Оригиналният текст, както и този превод, са защитени от Лиценза „Криейтив Комънс – Признание – Споделяне на споделеното“, а за съдържание, създадено преди юни 2009 година – от Лиценза за свободна документация на ГНУ. Прегледайте историята на редакциите на оригиналната страница, както и на преводната страница, за да видите списъка на съавторите. ВАЖНО: Този шаблон се отнася единствено до авторските права върху съдържанието на статията. Добавянето му не отменя изискването да се посочват конкретни източници на твърденията, които да бъдат благонадеждни. |